# Amakusanthura lechenaultia
Amakusanthura lechenaultia är en kräftdjursart som beskrevs av Gary C.B. Poore och Lew Ton 1988. Amakusanthura lechenaultia ingår i släktet Amakusanthura och familjen Anthuridae. Inga underarter finns listade i Catalogue of Life.